# Свержень
Све́ржень (бел. Све́ржань) — деревня в Довском сельсовете Рогачёвского района Гомельской области Беларуси.
На востоке, севере и западе граничит с лесом.

## География

### Расположение
В 20 км на северо-восток от районного центра и железнодорожной станции Рогачёв (на линии Могилёв — Жлобин), 104 км от областного центра (Гомеля).

### Гидрография
На реке Рекотун (бел. Ракатун, др. назв. — Рекотина, пол. Rakutiną) — левый приток Днепра.

## Транспортная сеть
Транспортные связи по просёлочной, затем автомобильной дороге Рогачёв — Довск. Планировка состоит из 2 параллельных между собой широтных улиц, соединённых 2 переулками. Застройка двусторонняя, деревянная, усадебного типа.

## История

### Ранняя история
Вблизи деревни в XIX веке находились курганы, разрытые крестьянами, а найденные ими вещи (топоры, копья, молоты, стрелы каменного века и т. д.) каменного века хранились в фольварке Сипоровка, принадлежавший Эрдману (сгорели во время пожара). В 8 верстах находится окоп, занимающий до 3 дес. Сохранились рвы и валы. Рвы теперь поросли лесом.

### В составе Великого Княжества Литовского
По письменным источникам известна с XV века. В 1473 году обозначена как деревня в Великом княжестве Литовском.
Базыль Дмитриевич (ок. 1520-?), первый известный в ВКЛ представитель рода Юдицких, получил от Сигизмунда II Августа имения Свержень, Журавичи и Болотня. Его сын Александр, подсудок речицкий, расширил владения за счет новых пожалованных земель от Стефана Батория, на которых заложил имения Юдичи и Кривка.
По ревизии 1765 года — имение Свержень Рогачёвского староства Речицкого повета Минского воеводства ВКЛ.

### В составе Российской империи
После 1-го раздела Речи Посполитой (1772 год) — в составе Российской империи, действовал костёл. Местечко во владении Юзефа (Осипа) Сулистровского (сын Антония Юзефа Сулистровского и Терезы Юдицкой), в 1777 году — 129 крестьян, 45 евреев.
Свержень отмечен на карте 1793 года Могилёвского наместничества Российской империи (существовало в 1778—1796 г.г.). В 1795 году имелась 3-х классная базилианская школа. В статистическом описании Могилёвской губернии 1784 года Свержень назван местечком, позже к нему была присоединена соседняя деревня Злодеевка.
Владелец фольварка Юзефова Сверженя помещик Сулистровский построил униатскую церковь и римско-католический костёл. Издревле также существовала каплица при кринице. Униатская деревянная Рождества-Богородицкая церковь была снесена в 1824 году по причине ветхости, в 1835 году выстроена заново(? источник).
Неподалёку от местечка коллежский секретарь Антон Осипович Сулистровский воздвиг каменный дворец, в котором вследствие раздоров со своей матерью (Марианна Козловская) в 1829 году сам же учинил поджог. После смерти Антона Сулистровского в 1837 году имение Свержень с фольварками и деревнями перешли во владение его сестер Йозефины и Терезии (в замужестве Богданович). 
По ревизии 1847 году «Сверженское еврейское общество» насчитывало 405 человек.
В 1851 году владельцем имения стал барон Фитингоф, проживающий в местечке Гомель Белицкого уезда. По ревизским материалам 1859 года владение помещика лейб-гвардии поручика Дмитрия Павловича Турчанинова.
В 1861 году упоминается «прощенская криница» в Свержене в «Епархиальных ведомостях». В 1864 году деревянная церковь была снесена и на её месте построена кирпичная церковь, при небольшом ручейке, возле криницы, по причине появления в этом месте образа чудотворного, которого впоследствии не стало. Криничной воде люди приписывали целительные свойства, и сюда с различных мест приходило много народа на богомоление; затем ключ потерял уже прежнее значение и в каплице происходили богослужения только в праздник Вознесения Господня. С 1864 года работала школа (26 учеников). Действовали хлебозапасный магазин, круподёрка (с 1872 года).
В 1872 году имение по наследству перешло во владение Эдмунда Ивановича Эрдмана, дворянина римско-католической веры. В 1880 году работали 7 магазинов, церковь приходская каменная, водяная мельница, молитвенная школа еврейская. В 1882 году помещик владел здесь и в соседних деревнях Сипоровка, Серебрянка и Яновка 3854 десятинами земли, 2 корчмами и 3 мельницами. В 1884 году костёл ещё существовал, но приходил в запустение.
Согласно переписи 1897 года в местечке действовали молитвенная школа, хлебозапасный магазин, часовня (церковь), народное училище, 17 магазинов, водяная мельница, трактир, 1 раз в год проводилась ярмарка. В конце XIX века в Свержене действовала синагога. Раввином в Свержене был Абрам Залманович Жердин (1870-?).
В 1909 году — хорошо управляемая собственность рода Эрдманов. С 1911 года при школе работала библиотека, на местных глинах работал кирпичный завод. Почтовое отделение преобразовано в 1911 году в почтово-телеграфное. В 1912 году в Свержене было организовано еврейское ссудо-сберегательное товарищество. В 1914 году евреям принадлежали единственный магазин аптечных товаров, все 5 бакалейных и все 4 мануфактурные лавки.

### Советский период
С 20 августа 1924 года до 16 июля 1954 года — центр Сверженского сельсовета. В 1920-х годах в Свержене действовал хедер. В конце 1930-х годов синагога была закрыта.
Летом 1941 года Свержень заняли части вермахта. Во время Великой Отечественной войны с сентября 1941 года до октября 1942 года (до ухода в партизаны) действовала подпольная организация (руководитель Т. Ф. Корниленко). 27 декабря 1941 года оккупанты расстреляли 260 жителей (похоронены в могиле жертв фашизма, в 0,6 км на юг от деревни. По другим данным — 274 еврея).
14 февраля 1943 года каратели напали на партизан, находившихся в деревне. Гитлеровцы потеряли 48 солдат убитыми, были захвачены орудие, 7 пулемётов, 37 винтовок и другие трофеи. В ноябре 1943 года каратели сожгли 68 дворов и убили 207 жителей. В боях около деревни погибли 113 советских солдат и партизан (похоронены в братской могиле в центре деревни). 48 жителей погибли на фронте.
Согласно переписи 1959 года в составе колхоза «Заря» (центр — деревня Серебрянка). В 1959 году на могиле расстрелянных евреев установлен обелиск, а в 1991 году установлен новый памятник.

### Современный период
В 2006 году старинное еврейское кладбище Сверженя, насчитывающее 250 захоронений, было осквернено — варвары разрушили памятники и разрыли могилы.
В Свержени расположены начальная школа, клуб, библиотека, магазин.

## Население
- 1848 год — 69 дворов
- 1880 год — 87 дворов, 610 жителей (295 муж. и 315 жен., в том числе 221 православный, 11 католиков, 378 евреев, 87 домов деревянных (32 христ, 55 евреев)
- 1897 год — 177 дворов, 847 жителей (согласно переписи)? Источник. По другим источникам — 1056 (?источник) жителей; среди них 635 евреев.
- ? — 1123 жителя
- 1923 год — 548 жителей
- 1925 год — 205 дворов
- 1926 году — 481 жителей
- 1959 год — 368 жителей (согласно переписи)
- 2004 год — 29 хозяйств, 56 жителей
- 2019 год — 15 хозяйств, 25 жителей[4]

## События и мероприятия
- Праздник Свято-Троицкой криницы (23 июня 2025).

## Достопримечательность

### Утраченное наследие
- Кирпичный дворец (сгорел в 1829 г.)
- Сверженский парафиальный костёл Святой Троицы — в 1795 году обращённый из унии, был преобразован в церковь? в сер. XIX века Сулистровским. По состоянию на 1767 год в Сверженском приходе Рогачёвского деканата 1230 исповедавшихся душ/227 малолетних. (РГИА фонд 823 дело 1954)
- Церковь Рождества Пресвятой Богородицы, с 1835 г.п., деревянная, с 1864 г. кирпичная.
- Синагога
- Сверженьская проща — самая восточная точка на карте Беларуси из известных этнографам культовых криниц, такие источники характерны больше для центральной Беларуси. В криницу люди бросали монеты и бусы, возле стоявшего крест с рушниками. На Вознесение от церкви к кринице ходили крестным ходом, священник освящал воду.

## Известные уроженцы
- Журавлёв, Михаил Петрович — командир 261-го партизанского отряда им. Чапаева 10-й Журавичской бригады (март-октябрь 1943 года).
- Малкин, Пётр Фаддеевич — врач-психиатр, один из основателей психиатрической науки в СССР, автор работ по организации психиатрической помощи.
- Фаня Максовна Каплан (1913—1994) — советская художница[5]